# Las Pilas (Texas)
Las Pilas es un lugar designado por el censo ubicado en el condado de Webb en el estado estadounidense de Texas. En el Censo de 2010 tenía una población de 28 habitantes y una densidad poblacional de 12,73 personas por km².

## Geografía
Las Pilas se encuentra ubicado en las coordenadas 27°40′54″N 99°10′59″O / 27.68167, -99.18306. Según la Oficina del Censo de los Estados Unidos, Las Pilas tiene una superficie total de 2.2 km², de la cual 2.2 km² corresponden a tierra firme y (0%) 0 km² es agua.

## Demografía
Según el censo de 2010, había 28 personas residiendo en Las Pilas. La densidad de población era de 12,73 hab./km². De los 28 habitantes, Las Pilas estaba compuesto por el 89.29% blancos, el 0% eran afroamericanos, el 0% eran amerindios, el 0% eran asiáticos, el 0% eran isleños del Pacífico, el 7.14% eran de otras razas y el 3.57% pertenecían a dos o más razas. Del total de la población el 100% eran hispanos o latinos de cualquier raza.